# أخلال
أخلال: أحد مراكز محافظة محايل عسير، يقع في جنوب محايل على مسافة 65 كيلاً. يبلغ سكانه نحو أربعة آلاف نسمة، وهو في جنوب مركز قنا، غرب محافظة رجال ألمع، شمال مركز الحريضة، وشرق بحر أبو سكينة والحريضة.

## الجغرافيا

### قرى المركز
| القرية       | الوصف | الإحداثيات        |
| ------------ | --- | ----------------- |
| عُشَيْرَة        | - بضم العين وفتح الشين وإسكان الياء وفتح الراء فهاء - تصغير عُشَرَة، على اسم النبت المعروف - : تقع على ضفة وادي أخلال الشمالية، في جنوبي النخاطة، شرق العفارة، وغرب الحبيل وتجاورها. يقطنها نحو مئتي نسمة تقريباً، وفيها مستوصف صحي، ومدارس ابتدائية ومتوسطة للبنين.                                                                                    | 18°12'35 42°1'3   |
| الحَبِيْل       | - بفتح الحاء المهملة وكسر الموحدة وإسكان المثناة التحتية وآخره لام -: تقع على ضفة وادي أخلال الشمالية، في شمالي اللثيل، وشرق عشيرة وتجاورها. هذا وكثيراً ما يرد اسم الحبيل في كافة القبائل، ومعناه أن هذا الموضع كان مقراً لوضع منتجاتهم الزراعية ثم تركم في صفة البناء وتربط بالحبال. يقطنها نحو مئتي نسمة تقريباً، وبها مدارس متوسطة وثانوية للبنات. | 18°12'30 42°1'22  |
| الأثِيْل       | - بفتح الثاء المثلثة بعدها مثناة تحتية ساكنة فلام مفتوحة فهاء، وتنطق بتسهيل الهمزة (اللثيل) وتكتب هكذا خطأ - : تقع بوادي أخلال في الجهة الجنوبية منه، وفي شرقي الحجاب وتجاورها. يقطنها نحو مئتي نسمة تقريباً. | 18°12'12 42° 1'15 |
| الحِجَاب       | - بكسر أوله وفتح ثانية، وهو لغة ما أشرف من الجبل أو المرتفع -: تقع على ضفة وادي أخلال الجنوبية، في جنوبي عشيرة، وغرب الأثيل وتجاورها. ويقطنها مئة نسمة تقريباً. | 18°12'23 42°1'2   |
| المُسَوّرة      | - بضم الميم وينطقها بعضهم بالسكون وفتح السين فواو ثم راء فهاء، وهو بمعنى القرية يحيط بها السور الحاجز من البناء - : تقع على ضفاف وادي أخلال، في جنوبي النخاطة، وشرق العفارة على مسافة نصف كيل تقريباً. ويقطنها نحو مئة نسمة تقريباً. | 18°12'28 42°0'34  |
| النخَّاطة      | - بفتح النون وتشديد الخاء المعجمة بعدها ألف فطاء مهملة وآخرها تاء مربوطة - : تقع على ضفاف وادي أخلال، في غربي النخاطة، وشرق العفارة على مسافة نصف كيل تقريباً. ويقطنها نحو مئة نسمة تقريباً. | 18°12'56 42°0'42  |
| عَفَارة        | - بالفتح، وآخره هاء - على اسم الشجر المعروف، وقد جاء في المثل: «استمجد المرخ والعفار »- : تقع على أعلى وادي أخلال، في شمالي البجيلي، غرب مسورة، وجنوب المقسومة وتجاورها. ويقطنها مئة نسمة تقريباً. | 18°12'33 42°0'2   |
| المَقْسَومة     | -بفتح الميم وإسكان القاف وفتح السين المهملة فواو ثم ميم فهاء - وفي عاميتهم المقسومة هي الأَرض المعزولة البعيدة -: تقع أعلى وادي أخلال، في شمالي عفارة وتجاورها. يقطنها نحو مئة نسمة تقريباً، وهي أقصى قرى أخلال في الشمال الغربي المجاورة لمركز قنا.                                                                                                  | 18°12'53 41°59'57 |
| البُجِيِّلي      | - بفتح الحاء المهملة بعدها ألف فباء موحدة مكسورة فسين مهملة، كأنها منسوبة لبجيلة القبيلة المعروفة -: تقع بسفح جبل حرفان الشرقي، في جنوبي عفارة، وشمال الغليف وتجاورها. يقطنها نحو مئتي نسمة تقريباً. | 18°12'10 42°0'12  |
| الغُلَيف       | - بضم الغين المعجمة فلام مفتوحة فياء مثناة تحتية ساكنة ففاء، تصغير غلف على اسم النبت المعروف - : تقع بسفح جبل حرفان الشرقي، وفي جنوبي البجيلي وتجاورها، ويقطنها نحو مئة نسمة تقريباً. والغليف في الأصل شعب من روافد وادي أخلال يكثر فيه نبت الغلف.                                                                                                   | 18°11'40 42°0'14  |
| قِدْرَان        | - بكسر القاف وسكون الدال المهملة وفتح الراء بعدها ألف فنون -: بيوتات متناثرة بأعلى وادي قردان، تقع في جنوبي قرى قنا، وشمال أخلال على على مسافة كيلين تقريباً. ويقطنها نحو مئة نسمة. | 18°14'50 42°1'51  |
| سِّكَّةُ          | - بكسر السين المهملة وفتح الكاف المشددة وآخره هاء، وهو الطريقُ المستوي - وقد تسمع من يقول (صكة) على لهجتهم في إبدال السين صاداً -: تقع على ضفة وادي قدران الشرقية، في شمالي حبيل الصوفعة، وشرق ذم عرج وتجاورها. ويقطنها نحو مئتي نسمة تقريباً. | 18°10'56 42°3'24  |
| ذم عِرْج       | - بكسر أوله ثم راء ساكنة وجيم معجمة، والمنعرج من الوادي مُنعطفة - : تقع على ضفة وادي قدران الغربية، في شمالي سيال، وغرب صكه وتجاورها. يقطنها نحو مئة نسمة تقريباً. | 18°11'14 42°3'8   |
| سَّيَّال (موبرة) | - فتح السين وتشديد الياء بعدها ألف فلام، على اسم النبت البري المعروف -: تقع على ضفة وادي قدران الغربية، في جنوبي ذم عرج، وغرب حبيل الصوفعة وتجاورها. يقطنها مئة نسمة تقريباً. | 18°10'29 42°3'26  |
| حبيل الصَّوْفَعَة | - بفتح الصاد المهملة وإسكان الواو وفتح الفاء المهملة فعين وآخره هاء -: تقع على ضفة وادي قدران الشرقية، في شرقي سيال، وجنوب صكة على مسافة كيل تقريباً. يقطنها نحو مئتي نسمة، وبها مدرسة ابتدائية للبنات. وهي من القرى المجاروة لقبيلة شديدة التابعة لمركز الحريضة.                                                                                    | 18°10'28 42°3'36  |
| حَوْمَة         | - بفتح المهملة وسكون الواو وفتح الميم فهاء، وحومة الرمل معظمه أو أشد موضع فيه-: تقع في شرقي فسح على مسافة نصف كيل تقريباً. يقطنها نحو مئة نسمة، وهي من القرى المجاروة للمجمعة التابعة لمركز الحريضة. | 18°8'5 42°3'19    |
| الأحَسْن       | - وتنطق بتخفيف الألف لأحسن وتكتب خطأ (لَحسن)، بهمزة مفتوحة ثم حاء مهملة ساكنة ثم سين مهملة بعدها نون موحدة - والأحسن هو الخيار من كل شيء : تقع بوادي وحيلة، في الشمال الشرقي من المغاليف على مسافة ثلاثة أكيال تقريباً. يقطنها نحو المئة نسمة، ويتبعها بيوت متناثرة.                                                                                  | 18°8'8 41°59'26   |
| كَبْشَان        | - بفتح الكاف وسكون الباء الموحدة وشين معجمة بعدها ألف ثم نون -: تقع عند مصب وادي وحيلة في وادي نهب، وفي غربي النشم على مسافة ثلاثة أكيال تقريباً. يقطنها نحو مئة نسمة تقريباً، ويتبعها بيوتات متناثرة. | 18°2'22 41°58'25  |
| النَّشَم        | - بفتح النون المثقلة والشين المعجمة وآخرها ميم، على اسم النبت المعروف -: تقع بوادي نشم في الجهة الجنوبية منه، وفي جنوبي كبشان على مسافة ثلاثة أكيال تقريباً. ويقطنها نحو مئة نسمة تقريباً، وهي من الجزء الصحرواي من مركز أخلال. | 18°0'57 41°59'43  |
| مَغَاليف       | - بفتح الميم والخاء بعدها ألف فلام مكسورة فياء مثناة تحتية مفتوحة ففاء، بعاميتهم جمع تصغير غلف النبت المعروف -: تقع على ضفة وادي وحيلة الغربية، في جنوبي الأحسن، وشرق كبشان على مسافة خمسة أكيال تقريباً. ويقطنها نحو مئة نسمة تقريباً. | 18°5'3 41°59'18   |
| الفسح        | - بالفتح، والفسح المكان الفسيح المتسع -: تقع في غربي حومة، وشرق الغبير على مسافة كيل ونصف تقريباً. يقطنها نحو ثلاثمائة نسمة، وبها مدرسة ابتدائية للبنين والبنات. | 18°8'6 42°2'22    |
| ضَّمْوُ الصَدْر    | - بفتح الضاد المعجمة وإسكان الميم بعدها واو - مضافاً إلى الصَدْر بفتح الصاد وسكون الدال المهملة بعدها راء، والصدر هو أعلى مقدم كل شيء وأوله - : تقع أعلى وادي نهب، وجنوبي جبل حرفان، وهي أقصى قرى مركز أخلال في الشمال الغربي المجاروة لقرى ولد أسلم. ويقطنها نحو مئة نسمة تقريباً.                                                                     | 18°11'9 41°58'58  |
| الغُبَيْر       | - بضم الغين وفتح الباء وإسكان الياء فراء - بلفظ تصغير اللون البني الضارب إلى الصفرة، وهو تكوين جبلي ممتد ذو لون أغبر -: تقع على ضفاف وادي نهب، وفي غربي فسح على مسافة كيل ونصف تقريباً. ويقطنها نحو مئتي نسمة تقريباً. | 18°8'54 42°1'32   |

### الجبال
| الجبال  | الوصف | الإحداثيات        |
| ------- | --- | ----------------- |
| الحِرْفَان | - بكسر الحاء المهملة وراء ساكنة وفتح الفاء بعدها ألف فنون، والحرف من الجبل ما نتأ في جنبه أو أعلاه - : جبل ضخم غرب أخلال، تسيل منه في أكثر الاتجاهات أودية عظيمة فيها قلت ومياه، وكانت قبيلة هلتين تتحرز فيه عند قيام حرب بينها وبين جاراتها، فتجد فيه الماء والكلأ. يبلغ أرتفاعه 1041 فوق سطح البحر.            | 18°11'50 41°59'20 |
| رِيْمَان   | - بفتح الراء المهملة وسكون المثناة التحتية فميم فألف ثم نون - : جبل ضخم بارز بين أخلال شمالاً وقنا جنوباً، يسيل منه وادي أخلال، ومياهه الشرقية تسيل في وادي قدران، ومن أعلى هذا الجبل تبدأ بلاد قبيلة لتين من مركز أخلال، وهذا الجبل من الحدود الفاصلة بين قبائل أخلال وقبائل قنا. يبلغ أرتفاعة 1052 عن سطح البحر. | 18°14'14 42° 0'28 |
| مدي     | - بكسر أوله وفتح ثانية -: جبل ضخم، ينحدر منه وادي قدران (مركز أخلال)، واديي المعشور وحوية (مركز قنا)، وادي نعقاء (رجال ألمع). يبلغ أرتفاعة 1431 متراً وهو من الحدود الإدارية الفاصلة بين المراكز الإدارية، فما كان منه جنوباً لمركز أخلال، وما كان منه شرقاً لمحافظة رجال ألمع، وما كان منه شمالاً وغرباً لمركز قنا.  | 18°16'43 42°2'50  |
| الرَّزاَنُ  | - بفتح الراء والزاي بعدها ألف وآخره نون - : جبل صغير يقع في جنوبي مركز أخلال على مسافة خمسة وعشرون كيلاً، وفي غربي وادي وحيلة. ويبلغ أرتفاعة 372 متراً عن سطح البحر. | 18°3'36 41°57'42  |
| الرَيِّق   | - بفتح الراء وكسر الياء بعدها قاف، والريق من كل شيء أوله - : جبل، يقع في أقصى الجنوب الغربي من مركز أخلال على مسافة 20 كيلاً . يبلغ أرتفاعة عن سطح البحر 499 متراً، وهو من الحدود الفاصلة بين قبيلتي لتين وولد أسلم التابعة لمركز بحر أبو سكينة.                                                                   | 18° 8'5 41°57'30  |
| الغَدَّى   | -بفتح الغين والذال المهملة المثقلة وآخره مقصور -: جبل كبير، يقع في الجنوب الغربي من جبل حرفان. يبلغ أرتفاعة 1061 متراً، وهو من الحدود الفاصلة بين قبيلتي لتين وَولد أسلم. | 18°11'27 41°57'53 |
| فَيْصل    | - على اسم فيصل، وهو السَّيْف في اللغة -: جبل صغير ملتم وغير ممتد، يقع في جنوبي مركز أخلال على مسافة خمسة عشر كيلاً، ويرتفع عن سطح البحر بـ 356 متر. وفي السفح الشرقي من الجبل قرية تحمل اسم الجبل. | 18°3'52 41°59'44  |

### الأودية
| الأودية    | الوصف | الإحداثيات        |
| ---------- | --- | ----------------- |
| وادي قِدْرَان | - بكسر القاف وسكون الدال المهملة وفتح الراء بعدها ألف فنون - : ينحدر من جبال مدي وريمان، ويتجه جنوباً ويرفده وادي أخلال ثم شعب سيال حتى يتلقي بوادي الربغة في شرقي قرية حبيل الصوفعة ليكونا وادي عرمرم، ومصبة في عرمرم يمثل الحد الفاصل بين قبيلة لتين وقبيلة شديدة في الجنوب الشرقي. وفي هذا الوادي من القرى: قدران، ذم عرج، سكة، الموبرة، سيال، وحبيل الصوفعة. | 18°10'49 42°3'16  |
| وادي أخلال | - بفتح الراء المهملة وسكون المثناة التحتية فميم فألف ثم نون - : تنحدر مياهه من جبال حرفان وريمان، وهو من روافد وادي قدران. وفيه من القرى الآتي: المقسومة، العفارة، البجيلي، مسورة، الحجاب، عشيرة، الحبيل، واللثيل. | 18°12'47 42° 2'13 |
| وادي نَّهَب   | - بفتح النون والهاء فباء -: وادٍ فحل، ينحدر من جنوبي جبل حرفان، ويتجه شرقاً وبعد خمسة أكيال ينعطف جنوباً حتى يصب في البحر الأحمر بالقرب من مدينة الحريضة. يبلغ طول هذا الوادي 60 كيلاً تقريباً، وفيه من قرى مركز أخلال الآتي: ضمو الصدر، الغبير، فسيح، وفيصل. | 18°7'1 42°2'46    |
| النَّشَم      | -بفتح النون المثقلة والشين المعجمة وآخرها ميم، على اسم نبات المعروف - : ينحدر من جبل ليبيا وما حولها، يتجهة جنوباً حتى يلتقي مع وادي مُناب ثم يسيلا في وادي منهب فالبحر الأحمر. وفي هذا الوادي قرية باسمه. | 18°1'50 42°0'14   |
| الوحيلة    | - بحاء مهملة وإسكان الياء وفتح اللام بعدها هاء، تصغير مفرد الوحل وهو الطين الرقيق - : واد صغير ينحدر من جبل الغدى والجبال القريبة منه، يصب في وادي (نهب) عند قرية (كبشان). وفيه قريتان هما: لحسن، ومغاليف. | 18°3'40 41°58'55  |

## التعليم
| بنين               |             |                   |        |               |
| أسم المدرسة        | المرحلة     | عدد الطلاب (2017) | القرية | تاريخ الإنشاء |
| ------------------ | ----------- | ----------------- | ------ | ------------- |
| السيوطي الابتدائية | إبتدائي عام | 142               | عشيرة  | 1398 هـ       |
| حسان بن ثابت       | إبتدائي عام | 55                | الفسح  | 1398 هـ       |
| السيوطي المتوسطة   | متوسط عام   | 79                | عشيرة  | 1408 هـ       |

| بنات              |             |                   |        |               |
| أسم المدرسة       | المرحلة     | عدد الطلاب (2017) | القرية | تاريخ الإنشاء |
| ----------------- | ----------- | ----------------- | ------ | ------------- |
| ابتدائية سيال     | إبتدائي عام | 47                | سيال   | 1405 هـ       |
| ابتدائية الفسح    | إبتدائي عام | 61                | الفسح  | 1414 هـ       |
| متوسطة وادي أخلال | متوسط عام   | 57                | الحبيل | 1426 هـ       |
| ثانوية وادي أخلال | ثانوي عام   | 55                | الحبيل | 1429 هـ       |